# ボイメンエリア研究生
ボイメンエリア研究生（ボイメンエリアけんきゅうせい）は、日本のボーイズグループ、男性アイドルグループ。「ボイメン」ことBOYS AND MENの弟分グループの1つである。運営会社および所属事務所はフォーチュンエンターテイメントおよびタニプロモーション、レーベルは同社が擁するNDR。2017年（平成29年）に結成、始動。旧名はBOYS AND MENエリア研究生（ボーイズアンドメンエリア研究生）。初期は「BOYS AND MENエリア別研究生」とも呼ばれた。略表記はBAK（BOYMEN AREA KENKYUSEI）。略称はエリア研究生、エリアなど。
BOYS AND MENの弟分グループとして先達のBOYS AND MEN研究生（通称：ボイメン研究生、その後の祭nine.とBMK）の全国拡大を目指すプロジェクトのもと、名古屋・東京・大阪（関西）・福岡の4つのエリアのグループが結成。各地での活動と、主に名古屋での全体活動を行ってきた。2020年にボイメンエリア研究生と改名。4グループが集約され、1つのグループとして活動した。
2023年5月に1期生メンバー12名が「研究生」を卒業し、新グループ・カラフルダイヤモンドとなる。ボイメンエリア研究生は2022年以降に加入したメンバーで活動する。

## 略歴

### 結成まで
BOYS AND MENのプロデューサーであり、同様にBOYS AND MEN研究生を育ててきた谷口誠治は、2016年後期にBOYS AND MEN研究生の活動が軌道に乗ったことから、名古屋と東京以外の日本各地にBOYS AND MEN研究生の各地方版を作ること、さらにそこから選抜メンバーを組み直して新たなグループを作る案があることを明かした。これは、BOYS AND MENのコンセプトである「町おこしお兄さん」として地域活性化のための活動をしながら、BOYS AND MENと同様にアジア進出を図る目的があった。これにより、2017年に「全国BOYS AND MEN研究生プロジェクト」が発足。各エリアごとにBOYS AND MEN研究生のメンバーが「オーディション応援隊長」の役に就いた。谷口はまず「地元愛が強いところがどことなく名古屋に似ている」と感じた福岡に目を付け、そして拠点である名古屋、すでにグループを作っていた東京のほか、福岡、関西、北海道、信州、静岡で新グループを作ることを発表した。BOYS AND MEN研究生および研究生トウキョウは2016年に追加メンバーを募るオーディションを開催しており、これに参加して候補生として活動を始めていた篠ヶ谷歩夢・橋本岳龍・高垣博之・久門大起・成田道行らは、このプロジェクトに加えられた。

### 各グループの始動
各地でのオーディションを経て、2017年11月から12月の間に福岡、関西、名古屋、東京が結成され、それぞれ「BOYS AND MEN研究生○○（各地の地名）」として活動を始めた。さらに、永遠・前田南などが在籍した、名古屋地区の小中学生によるキッズグループ「次世代BOYS AND MEN（次世代ボイメン）」が「BOYS AND MEN研究生ベイビーズ」となる。これらを合わせたものが「BOYS AND MENエリア別研究生」、または「BOYS AND MENエリア研究生」と総称され、次第に「BOYS AND MENエリア研究生」の方に固定された。ベイビーズに関しては、エリア研究生の活動に含まれないことが多い。始動時の主なメンバーは前述のBOYS AND MEN研究生候補生出身者のほか、福岡の小辻庵・武本悠佑、関西の髙橋真佳把・内海太一、名古屋の古川流唯・石田侑也、東京の北出流星、などがいる。
2018年春、「和田アキ子 with BOYS AND MEN 研究生」のシングル『愛を頑張って』に、エリア研究生の中から選抜メンバー4名が参加した。この4名は「エリア選抜」と呼ばれ、BOYS AND MEN研究生とともに活動した。エリア選抜以外のメンバーも全員、このプロモーションに参加した。8月に愛知県知多郡南知多町においてエリア合同（ベイビーズを除く）で2週間の「夏合宿」を開催。11月、エリア研究生をメインとした、BOYS AND MENのミュージカルの再演『ホワイト☆タイツ』を上演した。
2019年5月10日、エリア合同（ベイビーズを除く）の「BOYS AND MENエリア研究生」名義で、YUMIKOプロデュースによる楽曲「無敵のOne Way Road」でFortune RecordsからCDデビュー。8月にBOYS AND MENの舞台のリメイク版『RETURNER〜僕たちの幕末異伝〜』を上演。12月29日、設楽賢・関優樹・中条望、ベイビーズ出身の永遠・加藤青空らが加入。彼らとこれに遅れて加入した中下雄貴（2020年4月加入）は当初、ボイメンエリア研究生の「2期生」と称された。2020年1月に東名阪ツアー『はっちゃけ乱舞』を開催した。

### グループの集約、2期生の加入
2020年4月24日、総称「BOYS AND MENエリア研究生」からグループ名がボイメンエリア研究生に改められ、各地のグループおよびベイビーズもこれに準じる改名をした（改グループの項目参照）。同日に公式サイトがリニューアルされ、始動しなかった北海道・信州・静岡の3つのエリアに関する情報が消えた。グループ運営に共同で携わるタニプロモーションが新レーベル・NDR（Nagoya Dream Records）を立ち上げ、ボイメンエリア研究生はFortune Recordsからここにレーベルを移す。7月に選抜ユニット・キラキラ★選抜隊がデビューした。
2021年4月にファースト・アルバム『カラフルダイヤモンド』をリリース。8月31日にZepp Nagoyaにおいて単独ライブ『はじまりの章〜オレたちの時代だ!〜』を開催した。10月にその後の活動基盤となる共同生活プロジェクト「夢見荘」がスタートし、メンバーは名古屋に集められた。國村諒河がグループ初のリーダーに就任。そしてこの時期からフォーチュンエンターテイメントのボーイズグループ（BOYS AND MEN・BMK・祭nine.）のトレードマークである学ラン衣装をやめ、白を基調としたグループ独自の衣装で活動する。
2022年1月に「ボイメンエリア研究生2期生」を募るオーディションを開催。これによって中下、設楽などの「2期生」は、「1.5期生」と改められた。田中碧・前田南・柳川翔馬らボイメンベイビーズと、一般公募のオーディション通過メンバーからOPENRECでのWEB審査が開催され、2月に候補生を含むメンバーが発表された。彼らは当面「審査期間」にあると説明されて、1期生の楽曲や出演番組などへ参加することはなかった。
7月リリースの4作目のシングル「BURNING DANCE-バニダン-」がグループ初のゴールドディスク認定を受けた。2023年1月、5作目のシングル「Sleeping Beauty」がBillboard JAPAN Top Singles Salesで1位を記録、グループにとって初のチャート首位獲得となった。

### 1期生の卒業、カラフルダイヤモンド結成
2023年2月、1期生メンバー12名が「研究生」を卒業して、新たなグループ名で新曲をリリースすることが発表された。4月にその中心となるフロントメンバーを発表。古川流唯、内海太一、中下雄貴、高垣博之、設楽賢の5名が選ばれた。5月7日に常設劇場において『ボイメンエリア研究生 卒業式〜ぼくたちはエリア研究生を卒業します〜』を開催。17日をもって12名はボイメンエリア研究生卒業し、翌18日より新グループ・カラフルダイヤモンドとして活動する。以降は下記#カラフルダイヤモンドへ。
1年間の審査期間を経て残った2期生メンバーが2023年5月をもってボイメンエリア研究生となり、ボイメンエリア研究生は彼らとこれ以降加入するメンバーによるグループとなった。2023年にフォーチュンエンターテイメントとオーディションアプリ運営会社mystaが共同で公開オーディションを開催し、2024年2月に柘植愛斗、井上尊斗が正規メンバーに昇格。2024年に始まったそのオーディション第2弾からは、正規メンバー昇格に至った者はいない。
カラフルダイヤモンドとなった「1期生」と、それ以降の「2期生」の活動内容には、以下のような同異がある（すべて2025年3月時点）。1期生の活動の多くはそのままカラフルダイヤモンドとして継続させている。
- ボイメンエリア研究生公式サイトは、カラフルダイヤモンド公式サイトとなる。2期生は個人のプロフィールが公開されておらず、個人SNSも開設されていない。
- 1期生のテレビ・ラジオなどメディア出演はすべて、そのままカラフルダイヤモンドとして出演を継続。2期生はメディア出演の場を得るに至っていない。
- エリア研究生が共同生活を送る寮「夢見荘」は、そのままカラフルダイヤモンドの寮となる。
- 1期生は活動途中で学ラン衣装でなくなったが、2期生は学ランである。
- 2期生は出身地にかかわらずエリア別に分けられたことがなく、はじめから名古屋に集約されている。学ラン衣装は全員かつて名古屋研究生が着用した赤ベースのものである。
- 2期生のグループ離脱に関しては1期生と同様に、公式な発表がある場合とない場合がある。

## メンバー
公式発表によるメンバー。☆はベイビーズからの加入。
- 前田南（まえだ みなみ） ☆
- 柘植愛斗（つげ まなと）
- 井上尊斗（いのうえ たかと）

元メンバー
以下は2期生以降の元メンバー。カラフルダイヤモンド結成以前の1期生の元メンバーについては、下記「各エリア」の各項目を参照のこと。
- 柳川翔真 ☆
- 田中碧 ☆
- 関敬次郎
- 金子ジョシュア
- 吉田伊吹

## 各エリア
元メンバーについては、ボイメンエリア研究生候補生で活動を終えた者を含まない、正規メンバーのみを記載している。カラフルダイヤモンドとなった元メンバーについて下記#カラフルダイヤモンドも参照。「その他の元メンバー」の○印は、公式な脱退発表があった者。

### ボイメン名古屋研究生
- 略称：BNK
- 旧名：BOYS AND MEN研究生名古屋
- エリアカラー：■紅色（赤）[37]
- 結成日：2017年11月19日
- 結成時の人数：7人[38]
- カラフルダイヤモンド：石田侑也、加藤青空、永遠、古川流唯
- その他の元メンバー：泉尾心慶、尾関楓茉、加藤愛斗、○篠ヶ谷歩夢、鈴木政宗、○橋本岳龍、中村皇紀、名倉凌[38]
- オーディション応援隊長：三隅一輝

LINE LIVEの配信番組『ボイメン☆NAGOYA』でタイアップを行い、11月にBOYS AND MEN研究生の名古屋テレビ塔投下特設ステージでのライブ会場において第1期メンバーを発表した。2016年に実施されたBOYS AND MEN研究生の新メンバーオーディションを通じて事務所入りした篠ヶ谷歩夢と橋本岳龍を含む。12月、ベイビーズを卒業した加藤青空と永遠が候補生期間を経て加入した。2020年春、石田と古川がキラキラ★選抜隊のメンバーとなる。

### ボイメン東京研究生
- 略称：BTK
- 旧名：BOYS AND MEN研究生東京
- エリアカラー：■瑠璃色（青）[37]
- 結成日：2017年12月7日
- 結成時の人数：7人[40]
- カラフルダイヤモンド：國村諒河、関優樹、設楽賢、高垣博之
- その他の元メンバー：加藤翔、加藤楓季、北出流星、○中条望、成田道行、○久門大起、藤井魁、○結神
- オーディション応援隊長：佐藤匠、松岡拳紀介

2017年12月7日、BOYS AND MENの派生ユニット・誠の東京でのライブ会場で第1期メンバーを発表。BOYS AND MEN研究生トウキョウの追加メンバー候補者であった高垣博之・成田道行・久門大起を含むメンバーで始動した。久門はタレント・矢島愛弥とのユニット「And More」の元メンバーであり、2018年から2019年にTOKYO MXで放送された音楽バラエティ番組『超!アイドル戦線〜Men's Side Girl's Side〜』から生まれたユニット「SAMURAI TUNES」の一員としても活動した。「愛を頑張って」エリア選抜は高垣博之。2020年春、加入して間もない結神がキラキラ★選抜隊のメンバーとなる。久門、結神、中条望が公式な報告を伴った形で脱退している。

### ボイメン大阪研究生
- 略称：BOK
- 旧名：BOYS AND MEN研究生関西
- エリアカラー：■ひまわり色（黄）[37]
- 結成日：2017年11月23日[44]
- 結成時の人数：8人[44]
- カラフルダイヤモンド：内海太一、岡大和、中下雄貴
- その他の元メンバー：上田怜苑、大片凜、岡真暉、風岡佑飛、佐伯龍、○髙橋真佳把、辰野幹生、○内藤大耀、村上直哉
- オーディション応援隊長：米谷恭輔

2017年4月に発足を発表。BOYS AND MENおよびBOYS AND MEN研究生の出演するラジオ番組『ボイメン☆KANSAI』を放送するラジオ大阪のバックアップを受け、公開オーディションを経て第1期メンバーを発表した。結成後の『ボイメン☆KANSAI』は、実質的にBOYS AND MENの本田剛文と関西メンバーによる番組となっている。『ホワイト☆タイツ』公演では、主演「ヤンキー5人組」の5名のうち3名が関西から選ばれた。「愛を頑張って」のエリア選抜である髙橋真佳把は、『ホワイト☆タイツ』でかつて小林豊が演じた役に就き、2019年にドラマ・映画『明治東亰恋伽』に菱田春草役で出演。髙橋は名古屋の古川流唯とともに、エリア研究生全体のセンター格のメンバーとなる。2020年春、髙橋と内海太一、加入間もない中下雄貴がキラキラ★選抜隊のメンバーとなる。内藤大耀と髙橋が公式な報告を伴う形で脱退。髙橋はエリア研究生としてはじめて事前の脱退発表があり、2022年3月に送別のステージが設けられた。

### ボイメン福岡研究生
- 略称：BFK
- 旧名：BOYS AND MEN研究生福岡
- エリアカラー：■なでしこ色（ピンク）[37]
- 結成日：2017年11月11日
- 結成時の人数：9人[50]
- カラフルダイヤモンド：小辻庵
- その他の元メンバー[50]：衛藤伊吹、大石一慶、樺嶋颯也、佐伯孝彦、田口恭也、武本悠佑、花井優樹、吉田玲哉
- オーディション応援隊長：中原聡太

全エリアの中で結成の発表・結成が最も早く、結成時の人数（9人）も最も多かった。2017年1月の「全国BOYS AND MEN研究生プロジェクト」発足時に結成を発表し、RKB毎日放送のタイアップでオーディションを行った。5月から10月まで同局でBOYS AND MENのレギュラー番組『ボイメン☆FUKUOKA』を放送し、公開オーディションを経て11月11日に第1期メンバーを発表した。「愛を頑張って」のエリア選抜、吉田玲哉は2018年末に脱退した。2018年11月から2019年3月の間に、RKB毎日放送で祭nine.とのレギュラー番組『出動!ボイメン隊』が放送された。結成時はエリアの中で最大の人数であったが、脱退が相次いだ一方で加入は一切なく、2019年12月以降は小辻庵1人だけのグループとなった。2020年春、小辻はキラキラ★選抜隊のメンバーとなった。

### ボイメンベイビーズ
いわゆる「子役」「キッズモデル」に相応する年代の、中学生以下の男子で構成されたグループである。名古屋エリアに属した。原型は2016年 - 2017年頃に活動した「次世代BOYS AND MEN」。2022年にメンバー不在となり、活動が止まった。
- 略称：BBS
- 旧名：BOYS AND MEN研究生ベイビーズ
- 結成日：2017年12月15日[53]
- 結成時の人数：4人[53]
- 元メンバー：大曲空翔、加藤青空、田中碧、永遠、前田日彩、前田南、柳川翔馬

エリア研究生の1つとされているが、他のエリアと合同で活動することは少なく、学ラン衣装は用いていない。2019年、中学生になった加藤青空と永遠がBOYS AND MEN研究生名古屋に加入。この際にベイビーズを「卒業」と発表された。BOYS AND MEN研究生グループで公式に「卒業」と扱われたケースは、これが初である。2022年に田中碧、前田南、柳川翔馬が2期生に加入。その他のメンバーは事務所を離れたことが示唆され、ベイビーズはメンバー不在により実質活動休止となった。

### その他のエリア
これらのエリアは始動することなく、2020年にメンバーの募集が終了した。
- BOYS AND MEN研究生信州 - 上記の福岡と同時に結成を発表。長野放送のタイアップでオーディションを行う予定であった[51]。オーディション応援隊長は北川せつら。
- BOYS AND MEN研究生静岡
- BOYS AND MEN研究生北海道

## キラキラ★選抜隊
- メンバー（▲はボイメンエリア研究生/カラフルダイヤモンド脱退済）：高橋真佳把▲、古川流唯、石田侑也▲、内海太一、小辻庵、中下雄貴、結神▲

2020年6月、「ボイメンエリア研究生を広める」という目的で選抜メンバーによる特別ユニット・キラキラ★選抜隊（キラキラせんばつたい）が発表された。エリア研究生のセンター格の髙橋真佳把と古川流唯を含む、当時全員10代（平均年齢17歳）の7人で結成。BOYS AND MENとその兄弟グループはあくまでも「アイドル」を自称しないスタンスだが、キラキラ★選抜隊は「王道アイドル」をコンセプトとして活動し、7月18日にはYUMIKOプロデュースの楽曲『Shall We kiss?』を「王子様ソング」としてデビューした。
結成とCDデビューの時期を過ぎた後はユニットとしての活動はほとんど無くなり、楽曲は他のメンバーも加わって歌われるようになった。エリア研究生時代においては、2021年1月に結神、2022年3月に高橋真佳把が脱退している。

## 作品
注記のない場合、レーベルはFortune Records（〜2019年）、NDR（2020年〜）。

### シングル
- 無敵のOne Way Road（2019年5月10日）
- Shall We Kiss?（キラキラ★選抜隊、2020年7月18日）
- ガリバ→BEAT!（2020年12月23日）
- GO!GO!トレジャーロード!!（2021年12月22日）
- BURNING DANCE-バニダン-（2022年7月13日）
- Sleeping Beauty（2022年12月27日）

### アルバム
- カラフルダイヤモンド（2021年4月29日）

### 映像作品
- ドキッ!下剋上 男だらけの水泳大会 in ガイシアリーナ（2018年11月21日）
- 夏合宿 in 内海（2018年11月30日）
- ドキッ!下剋上 男だらけの水泳大会2019（2019年10月26日）
- SPECIAL LIVE「夢の扉」（2023年1月26日）
- 史上最大の挑戦!? #パンケーキ大作戦（2023年4月1日）

### 参加作品
- 和田アキ子 with BOYS AND MEN 研究生「愛を頑張って」（2018年、ユニオンレコード）高垣、髙橋、古川、吉田
- どまつり男子（寺坂頼我、ボイメンエリア研究生）「祭花-MATSURIBANA-」（2022年）

## 出演
出演期間の☆は、カラフルダイヤモンドとして出演を続けたもの。

### テレビ
- 超!アイドル戦線〜Men's Side Girl's Side〜（2018年 - 2019年、TOKYO MX）久門[58]
- ボイメン新世紀 祭戦士ワッショイダー 第6話（2018年、CBCテレビ他）
- 出動!!ボイメン隊（2018年 - 2019年、RKB毎日放送）福岡[59]
- 明治東亰恋伽（2019年、テレビ神奈川 他）髙橋：菱田春草 役
- 新・ミナミの帝王 第18作「バイトテロの誘惑」（2020年、関西テレビ）内海・髙橋[60]
- ナジャ・グランディーバのチマタのハテナ（2020年10月 - 2022年、eo光チャンネル）髙橋 他
- Mieライブ（2021年 - 2023年☆、三重テレビ）[61]

### ラジオ
- ボイメン☆KANSAI（2017年 - 2020年、ラジオ大阪）大阪
- OKB presents お祭り気分でBang! Bang! Radio（2019年 - 2023年☆、エフエム岐阜）
- BeatAround834 サテライトFLASH（2019年 - 2020年、メディアスエフエム）名古屋[62]
- フォーチュンラジオ（2020年 - 2023年☆、エフエム豊橋）
- ENJOY WAVE!（2020年、MID-FM）名古屋
- 増田沙織とボイメン大阪研究生の音バズ（2021年 - 2022年、ABCラジオ）大阪[63]
- MIX YOUTH RADIO（2021年 - 2023年☆、CBCラジオ）[64]
- ボイメンエリア研究生 MEETS MY AICHI EXTRA（2022年 - 2023年☆、エフエム愛知）

### 映画
- 明治東亰恋伽（2019年）髙橋：菱田春草 役
- 祭りの後は祭りの前（2020年）内海・國村・久門

### 舞台
- ホワイト☆タイツ（2018年）
- RETURNER〜僕たちの幕末異伝〜（2019年）
- なごや万華鏡落語（2019年）古川・内海[65]
- デラ・ガムシャラ2020 〜僕らのアオハル日記〜（2020年）内海・岡
- ボイメンステージ 諦めが悪い男たち〜NEVER SAY NEVER〜（2020年）國村・久門[66]
- 青春舞台「1518! イチゴーイチハチ!」（2021年）國村・高垣・関
- Foodtruck FixYou〜full course〜（2021年）内海・岡・國村・中下[67]
- ミュージカル「浜村渚の計算ノート」（2021年）髙橋[68]
- 舞台 護り屋（2023年）内海・國村・関・設楽・高垣・中下

### その他
- BOYS AND MEN「頭の中のフィルム」 ミュージック・ビデオ（2019年）上田・内海・北出・國村・高垣・成田・久門[69]
- ららぽーと新三郷 10周年記念映像 「いままでも これからも」（2019年）北出[70]
- NDP TV（2020年）[71]
- アプリゲーム『BOYMEN BABANUKI』（2021年）

## その他の活動
- SAMURAI TUNES メンバー（2018年 - 2019年）久門
- 『ニコラ』 メンズモデル（2018年）石田
- 名古屋PARCO 30周年広告キャンペーン『LOVE PARCO』 モデル（2019年）古川[72]
- 平松賢人 「灼熱ロマンス」バックダンサー（2021年）内海・中下[73]

## カラフルダイヤモンド
カラフルダイヤモンドは、ボイメンエリア研究生のメンバーによって結成されたグループ。略称はカラダイ。2023年（令和5年）5月18日に結成。エリア研究生時代と同じく、フォーチュンエンターテイメント、NDRに所属する。
結成時のメンバーはエリア研究生1期生（結成発表時の在籍者全員）の12名。活動内容はエリア研究生時代から地続きで、ビジュアルイメージや楽曲の方向性などもほとんど変わっていない。リーダーは引き続き國村諒河が務め、センターも引き続き古川流唯が担う。エリア研究生時代との違いは、個々にメンバーカラーがついた、楽曲の選抜メンバーが示されている、といった点である。

### 略歴（カラフルダイヤモンド）
2023年5月の結成後、6月からツアー『カラフルダイヤモンド計画～僕たちは新人賞を目指します！～』を開催。8月にファースト・シングル『あまキュン』をリリース、同作はゴールドディスクに認定された。この時期より小辻庵が『ミュージカル・テニスの王子様4thシーズン』に出演。その後、古川流唯が『ミュージカル『新テニスの王子様』』に、内海太一が同作と『舞台『鬼滅の刃』』に、中下雄貴が『ヒプノシスマイク-Division Rap Battle-』に出演するなど、2.5次元舞台の出演者を輩出した。
2024年1月にメンバーの石田侑也が「一歩踏み出して、新しい環境に旅立ちたい」と言及して脱退、グループは11人組となる。そのメンバー11人を「チームカラフル」「チームダイヤモンド」の2チームに分けて対決させる企画が実施され、このチーム制度は以後も続くことになる。3月、グループの活動とメンバーの姿を追ったドキュメンタリー映画『カラフルダイヤモンド～君と僕のドリーム～』（監督：津村有紀）が「TBSドキュメンタリー映画祭2024」の1本として上映され、観客賞を受賞した。この映画は舞台化、続編発表と展開する。
2025年3月、メンバーの中下雄貴が「アイドルとしての道に一区切りをつけ、役者として挑戦していく決意をしました」と、4月でのグループ卒業と事務所退所を発表。その発表の翌日、岡大和に「社会的基準に反する行為が確認された」として、岡の活動を休止することが発表された。中下は4月21日に卒業公演『中下雄貴卒業ライブ “Last Blue Spring”』が開催され、これをもってグループを卒業。中下のグループ離籍は、エリア研究生時代を通して公式に「卒業」と扱われた初めてのケースである。岡は活動休止中に本人によるグループ脱退と事務所退所の申し出があったとして、5月31日に脱退した。

### メンバー（カラフルダイヤモンド）
記載の順、名前（よみ）・生年月日・身長は公式サイトのプロフィール欄による。「加入時期」は各エリアの結成時メンバー以外、正規メンバーとして加入した時期を表す。
| 名前 （よみ）                   | 生年月日                | 出身地 | メンバーカラー | チーム             | 出身エリア | エリア研究生 加入時期 | 身長 血液型 | 備考                                   |
| ------------------------------- | ----------------------- | ------ | -------------- | ------------------ | ---------- | --------------------- | ----------- | -------------------------------------- |
| 古川 流唯 （ふるかわ るい）     | 2002年8月4日 （22歳）   | 愛知県 | レッド         | チームダイヤモンド | 名古屋     | 2017年11月19日        | 173cm A型   | カラフルダイヤモンド センター          |
| 内海 太一 （うつみ たいち）     | 2000年11月6日 （24歳）  | 大阪府 | グリーン       | チームカラフル     | 大阪       | 2017年11月23日        | 180cm A型   |                                        |
| 設楽 賢 （せつらく けん）       | 2002年5月17日 （23歳）  | 東京都 | パープル       | チームカラフル     | 東京       | 2019年12月29日        | 176cm 不明  |                                        |
| 小辻 庵 （こつじ いおり）       | 2005年5月28日 （20歳）  | 福岡県 | イエロー       | チームダイヤモンド | 福岡       | 2017年11月11日        | 168cm A型   |                                        |
| 國村 諒河 （くにむら りょうが） | 1999年6月14日 （26歳）  | 埼玉県 | ブラック       | チームカラフル     | 東京       | 2018年2月1日          | 167cm B型   | カラフルダイヤモンド リーダー          |
| 高垣 博之 （たかがき ひろゆき） | 1998年7月14日 （27歳）  | 千葉県 | オレンジ       | チームカラフル     | 東京       | 2017年12月7日         | 165cm A型   | BOYS AND MEN研究生トウキョウ候補生出身 |
| 関 優樹 （せき ゆうき）         | 1999年11月24日 （25歳） | 東京都 | ホワイト       | チームカラフル     | 東京       | 2019年12月29日        | 162cm B型   |                                        |
| 永遠 （とわ）                   | 2006年8月27日 （18歳）  | 岐阜県 | ブラウン       | チームダイヤモンド | 名古屋     | 2019年12月29日        | 174cm O型   | ベイビーズから名古屋に加入             |
| 加藤 青空 （かとう そら）       | 2006年11月16日 （18歳） | 愛知県 | グレイ         | チームカラフル     | 名古屋     | 2019年12月29日        | 176cm A型   | ベイビーズから名古屋に加入             |

元メンバー
| 名前 （よみ）                 | 生年月日               | 出身地 | メンバーカラー | チーム             | エリア | エリア研究生 加入時期 | 脱退時期      | 身長 血液型 | 備考                                                            |
| ----------------------------- | ---------------------- | ------ | -------------- | ------------------ | ------ | --------------------- | ------------- | ----------- | --------------------------------------------------------------- |
| 石田 侑也 （いしだ ゆうや）   | 2003年4月24日 （22歳） | 愛知県 | バイオレット   | チーム分け不参加   | 名古屋 | 2017年11月19日        | 2024年1月31日 | 173cm A型   | キラキラ★選抜隊 元『ニコラ』メンズモデル モデルプレス読者モデル |
| 中下 雄貴 （なかした ゆうき） | 2001年11月5日 （23歳） | 大阪府 | ブルー         | チームダイヤモンド | 大阪   | 2020年4月24日         | 2025年4月21日 | 176cm O型   |                                                                 |
| 岡 大和 （おか やまと）       | 1998年9月30日 （26歳） | 大阪府 | ピンク         | チームダイヤモンド | 大阪   | 2018年3月21日         | 2025年5月31日 | 174cm A型   |                                                                 |

### 作品（カラフルダイヤモンド）

#### シングル
- あまキュン（2023年8月16日）
- まるごとJELLY BE∀NS（2024年6月19日）
- カラダイとおどろう!!ボイメン体操（2024年7月16日）
- キミジェニック（2024年12月21日）

#### 映像作品
- カラフルダイヤモンド計画〜僕たちは新人賞を目指します!〜（2023年11月18日）
- チームダイヤモンドが行く! 沖縄ご褒美旅（2025年1月30日）

### 出演（カラフルダイヤモンド）
出演期間の☆は、ボイメンエリア研究生時代から出演するもの。

#### テレビ
- Mieライブ（☆2023年5月 - 、三重テレビ）[95]
- 高校生日記「アフターアワーズ 私たちの旅立ち」（2023年8月、NHK）永遠：町田耕助 役[96]
- はじめまして！カラフルダイヤモンドです！～愛知知ってほしいコト計画～（2023年11月 - 12月、テレビ愛知）[97]
- ボイメン体操（2024年4月 - 、CBCテレビ）古川・内海・設楽・小辻・岡[注 4]・國村[98]
- チャント!（2024年4月 - 、CBCテレビ）設楽[99]
- チェックマーク（2024年4月 - 、東海テレビ）設楽[100]

#### ラジオ
- MIX YOUTH RADIO（☆2023年5月 - 、CBCラジオ）
- フォーチュンラジオ（☆2023年5月 - 、エフエム豊橋）
- OKB presents お祭り気分でBang! Bang! Radio（☆2023年5月 - 、エフエム岐阜）
- カラフルダイヤモンド MEETS MY AICHI EXTRA（☆2023年5月 - 、エフエム愛知）
- 國村諒河 りょがつまみ（2024年4月 - 、愛知北エフエム放送）國村[101]

#### 映画
- カラフルダイヤモンド～君と僕のドリーム～（2024年）
- カラフルダイヤモンド～君と僕のドリーム2～（2025年）[80]

#### 舞台
- 『ヒプノシスマイク-Division Rap Battle-』Rule the Stage（2024年）中下：観音坂独歩 役
- ミュージカル『新テニスの王子様』The Fourth Stage（2024年）古川：切原赤也 役、内海：仁王雅治 役[102]
- カラフルダイヤモンド～君と僕のドリーム～（2024年）[79]
- カラフルダイヤモンド～君と僕のドリーム2～（2024年）[103]
- 30-DELUX NAGOYA「国性爺合戦〜虎が目覚めし刻」（2024年）内海・岡[104]
- 30-DELUX Special Theater 2025「デスティニー -アドラメレクの鏡-」（2025年）設楽[105]
- 東京マハロリバイバル公演「明日、泣けない女/昨日、甘えた男」（2025年）関[106]
- 第0章 雷鼓 〜戦国の約束〜（2025年）永遠：拾阿弥 役